# Pablo van de Poel
Pablo Petrus Andreas van de Poel (Heerlen, 1991) is een Nederlands gitarist, zanger en producer. Van de Poel is vooral bekend als gitarist en leadzanger van de Limburgse psychedelische bluesrockband DeWolff, waarin ook zijn broer Luka van de Poel actief is.

## Jeugd en begin carrière
Van de Poel groeide samen met zijn jongere broers Luka en Vince op in Geleen. Vader Van de Poel draaide vaak muziek uit de jaren 1960 en 1970 zoals The Doors, Jimi Hendrix, Deep Purple en Cream en zong daarnaast in een coverband met muziek uit de sixties. Pablo was erbij als de band van zijn vader repeteerde of optrad. De muzikale voorkeur van hun vader zou van duidelijke invloed blijken op de muziekstijl die Pablo, Luka en ook hun jongere broer Vince (die drumt, net als broer Luka) later zelf ten gehore zouden brengen. Op zijn negende begint Pablo met gitaarspelen en in 2004 richt hij de bluesrockband INFA (Inharmonic Noises From Above) op. In 2005 en 2006 wordt INFA tweede bij de Limburgse voorronde van Kunstbende, er volgen meerdere optredens bij 3FM en in juli 2008 treedt de band op bij Zwarte Cross.

## DeWolff
Tussen november 2006 en mei 2007 lieten de ouders van Van de Poel onder hun tuin een kelder aanleggen, als repetitieruimte voor hun zoons. Terwijl Pablo's band INFA nog tot 2009 zou blijven bestaan, richt hij eind 2007 samen met zijn broer Luka (drums) en Robin Piso (toetsen) een psychedelische rockband op: DeWolff. Vanaf november 2007 wordt er door het drietal volop gerepeteerd in de repetitiekelder onder de tuin. Met DeWolff wint Pablo in juli 2008 de landelijke finale van Kunstbende en in september van dat jaar komt hun eerste EP uit. In januari 2009 treedt de band op in Paradiso. Er volgen vele optredens in Nederland en vanaf 2010 ook in de rest van Europa.

## Conservatorium en Catawba River Fox
In 2009 behaalt Van de Poel zijn gymnasiumdiploma en studeert daarna gitaar aan de popafdeling van het Conservatorium van Amsterdam. Tijdens zijn studie blijft hij actief bij DeWolff en in 2012 start hij bovendien een nevenproject van DeWolff: Catawba River Fox, een zesmansformatie waarvan ook zijn broer Luka en DeWolff-toetsenist Robin Piso deel uitmaken. In 2013 studeert Van de Poel af aan het conservatorium.

## Producer
Naast zijn optredens in binnen- en buitenland met DeWolff, runt Pablo sinds 2014 samen met de andere DeWolff-leden de Electrosaurus Southern Sound Studio in een werfkelder aan de Oudegracht in Utrecht. Het is een volledig analoge opnamestudio, waar DeWolff zijn opnamesessies doet en waar Pablo opnames produceert voor andere bands als The Dawn Brothers, Nachtschade en Orgel Vreten.

## Uitverkiezing
Al meerdere jaren eindigt Van de Poel in de hoogste regionen van de categorie Beste Gitarist van de Benelux in de poll onder lezers van muziektijdschrift Gitarist. In 2014 werd hij door de lezers van het blad zelfs gekozen tot nummer één.